# Departamento Yerba Buena
Das Departamento Yerba Buena liegt in der Provinz Tucumán im Nordwesten Argentiniens und ist eine von 17 Verwaltungseinheiten der Provinz. Es grenzt im Norden an das Departamento Tafí Viejo, im Osten an das Departamento Capital und im Süden und Westen an das Departamento Lules.

## Bevölkerung
Nach Berechnungen des INDEC stieg die Einwohnerzahl von 63.707 Einwohnern (2001) auf 64.661 Einwohner im Jahre 2005.

## Städte und Gemeinden
Das Departamento Yerba Buena besteht aus seiner Hauptstadt Yerba Buena und den Landgemeinden Cevil Redondo und San Javier.
Insgesamt ist es in 6 Gemeinden (Municipios) unterteilt:
- San Javier
- Cevil Redondo
- Marcos Paz
- San José
- Villa Carmela
- Yerba Buena

Koordinaten: 26° 48′ S, 65° 18′ W